# Rego Park
Rego Park è un quartiere del Queens, uno dei cinque distretti di New York. I confini del quartiere sono Elmhurst e Corona a nord, Forest Hills a est e sud e Middle Village a ovest.
Rego Park è parte del Queens Community District 6 e il suo ZIP code è 11374.

## Demografia
Secondo i dati del censimento del 2010 la popolazione di Rego Park era di 28 260 abitanti, in diminuzione del 3,9% rispetto ai 29 404 del 2000. La composizione etnica del quartiere era: 46,2% (13 068) bianchi americani, 31,7% (8 966) asioamericani, 2,5% (698) afroamericani, 0,1% (41) nativi americani, 0,1% (7) nativi delle isole del Pacifico, 0,4% (124) altre etnie e 2,4% (674) multietinici. Gli ispanici e latinos di qualsiasi etnia erano il 16,6% (4 682).
Come il vicino Forest Hills, Rego Park ha una significativa popolazione ebrea.

## Trasporti
Il quartiere è servito dalla metropolitana di New York attraverso le stazioni di 63rd Drive-Rego Park e 67th Avenue della linea IND Queens Boulevard, dove fermano i treni delle linee E, M e R.